# Liste der belgischen Abgeordneten zum EU-Parlament (2004–2009)
Die Liste der belgischen Abgeordneten zum EU-Parlament (2004–2009) listet alle belgischen Mitglieder des 6. Europäischen Parlaments nach der Europawahl in Belgien 2004.

## Mandatsstärke der Parteien
- SPE: 7
- G/EFA: 2
- NI: 3
- ALDE: 6
- EVP-ED: 6

| Nationale Partei                                                                            | Mandate | Fraktion                                                                   |
| ------------------------------------------------------------------------------------------- | ------- | -------------------------------------------------------------------------- |
| Parti Socialiste (PS)                                                                       | 4       | Sozialdemokratische Fraktion im Europäischen Parlament (SPE)               |
| Socialistische Partij Anders (sp.a)                                                         | 3       | Sozialdemokratische Fraktion im Europäischen Parlament (SPE)               |
| Vlaamse Liberalen en Democraten-VivantOpen Vlaamse Liberalen en Democraten-Vivant (ab 2007) | 3       | Fraktion der Allianz der Liberalen und Demokraten für Europa (ALDE)        |
| Mouvement Réformateur (MR)                                                                  | 3       | Fraktion der Allianz der Liberalen und Demokraten für Europa (ALDE)        |
| Christen-Democratisch en Vlaams (CD&V)                                                      | 3       | Fraktion der Europäischen Volkspartei und europäischer Demokraten (EVP-ED) |
| Nieuw-Vlaamse Alliantie (N-VA)                                                              | 1       | Fraktion der Europäischen Volkspartei und europäischer Demokraten (EVP-ED) |
| Centre Démocrate Humaniste (CDH)                                                            | 1       | Fraktion der Europäischen Volkspartei und europäischer Demokraten (EVP-ED) |
| Christlich Soziale Partei (CSP)                                                             | 1       | Fraktion der Europäischen Volkspartei und europäischer Demokraten (EVP-ED) |
| Vlaams Belang (VB)                                                                          | 3       | Fraktionslose Abgeordnete (NI)Identität, Tradition, Souveränität (ITS) *   |
| Ecolo                                                                                       | 1       | Die Grünen/Europäische Freie Allianz (G/EFA)                               |
| Groen!                                                                                      | 1       | Die Grünen/Europäische Freie Allianz (G/EFA)                               |
| Gesamt                                                                                      | 24      |                                                                            |

* Die ITS-Fraktion bestand vom 15. Januar 2007 bis 14. November 2007

## Abgeordnete
| Bild | Name                      | Lebens- daten | von           | bis           | Partei                    | Fraktion | Anmerkungen                                                                                    |
| ---- | ------------------------- | ------------- | ------------- | ------------- | ------------------------- | -------- | ---------------------------------------------------------------------------------------------- |
|      | Ivo Belet                 | 1959          | 20. Juli 2004 | 13. Juli 2009 | CD&V                      | EVP-ED   |                                                                                                |
|      | Frieda Brepoels           | 1955          | 20. Juli 2004 | 13. Juli 2009 | N-VA                      | EVP-ED   |                                                                                                |
|      | Philippe Busquin          | 1941          | 13. Sep. 2004 | 13. Juli 2009 | PS                        | SPE      | Nachgerückt für Elio Di Rupo                                                                   |
|      | Philip Claeys             | 1965          | 20. Juli 2004 | 13. Juli 2009 | VB                        | NIITSNI  | ITS-Fraktion bestand vom 15. Januar 2007 bis 14. November 2007                                 |
|      | Giovanna Corda            | 1952          | 31. Aug. 2007 | 13. Juli 2009 | PS                        | SPE      | Nachgerückt für Marc Tarabella                                                                 |
|      | Michel Daerden            | 1949–2012     | 20. Juli 2004 | 8. Aug. 2004  | PS                        | SPE      | Nachrücker: Marc Tarabella                                                                     |
|      | Jean-Luc Dehaene          | 1940–2014     | 20. Juli 2004 | 13. Juli 2009 | CD&V                      | EVP-ED   |                                                                                                |
|      | Véronique De Keyser       | 1945          | 20. Juli 2004 | 13. Juli 2009 | PS                        | SPE      |                                                                                                |
|      | Gérard Deprez             | 1943          | 20. Juli 2004 | 13. Juli 2009 | MR                        | ALDE     |                                                                                                |
|      | Mia De Vits               | 1950          | 20. Juli 2004 | 13. Juli 2009 | sp.a                      | SPE      |                                                                                                |
|      | Filip Dewinter            | 1962          | 20. Juli 2004 | 2006          | VB                        | NI       | Nachrücker: Koenraad Dillen                                                                    |
|      | Koenraad Dillen           | 1964          | 2006          | 13. Juli 2009 | VB                        | NIITSNI  | Nachgerückt für Filip Dewinter; ITS-Fraktion bestand vom 15. Januar 2007 bis 14. November 2007 |
|      | Elio Di Rupo              | 1951          | 20. Juli 2004 | 12. Sep. 2004 | PS                        | SPE      | Nachrücker: Philippe Busquin                                                                   |
|      | Antoine Duquesne          | 1941–2010     | 20. Juli 2004 | 13. Juli 2009 | MR                        | ALDE     |                                                                                                |
|      | Saïd El Khadraoui         | 1975          | 20. Juli 2004 | 13. Juli 2009 | sp.a                      | SPE      |                                                                                                |
|      | Mathieu Grosch            | 1950          | 20. Juli 2004 | 13. Juli 2009 | CSP                       | EVP-ED   |                                                                                                |
|      | Alain Hutchinson          | 1949          | 20. Juli 2004 | 13. Juli 2009 | PS                        | SPE      |                                                                                                |
|      | Pierre Jonckheer          | 1951          | 20. Juli 2004 | 13. Juli 2009 | Ecolo                     | G/EFA    |                                                                                                |
|      | Raymond Langendries       | 1943          | 20. Juli 2004 | 13. Juli 2009 | CDH                       | EVP-ED   |                                                                                                |
|      | Annemie Neyts-Uyttebroeck | 1944          | 20. Juli 2004 | 13. Juli 2009 | VLD-VivantOpen VLD-Vivant | ALDE     |                                                                                                |
|      | Frédérique Ries           | 1959          | 20. Juli 2004 | 13. Juli 2009 | MR                        | ALDE     |                                                                                                |
|      | Bart Staes                | 1958          | 20. Juli 2004 | 13. Juli 2009 | Groen!                    | G/EFA    |                                                                                                |
|      | Dirk Sterckx              | 1946          | 20. Juli 2004 | 13. Juli 2009 | VLD-VivantOpen VLD-Vivant | ALDE     |                                                                                                |
|      | Marc Tarabella            | 1963          | 9. Aug. 2004  | 19. Juli 2007 | PS                        | SPE      | Nachgerückt für Michel Daerden; Nachrücker: Giovanna Corda                                     |
|      | Marianne Thyssen          | 1956          | 20. Juli 2004 | 13. Juli 2009 | CD&V                      | EVP-ED   |                                                                                                |
|      | Frank Vanhecke            | 1959          | 20. Juli 2004 | 13. Juli 2009 | VB                        | NIITSNI  | ITS-Fraktion bestand vom 15. Januar 2007 bis 14. November 2007                                 |
|      | Johan Van Hecke           | 1954          | 20. Juli 2004 | 13. Juli 2009 | VLD-VivantOpen VLD-Vivant | ALDE     |                                                                                                |
|      | Anne Van Lancker          | 1954          | 20. Juli 2004 | 13. Juli 2009 | sp.a                      | SPE      |                                                                                                |